# Cò tuyết

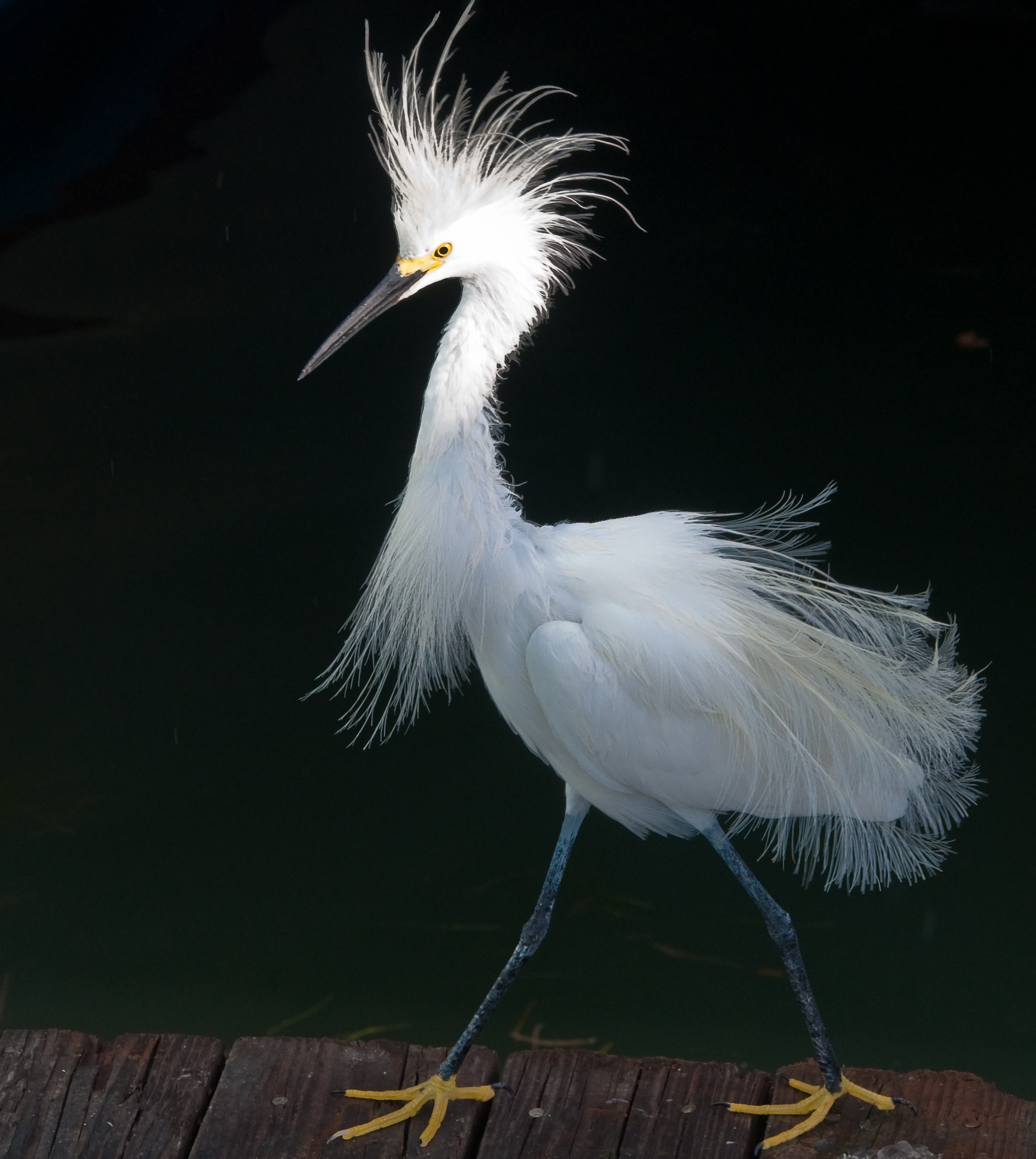
Cò tuyết

Cò tuyết (danh pháp hai phần: Egretta thula) là một loài chim thuộc họ Diệc. Môi trường sống tự nhiên của chúng là vùng nội địa rộng lớn và các vùng đất ngập nước ven biển từ dưới Ngũ Đại Hồ và tây nam Hoa Kỳ đến Nam Mỹ. Phạm vi sinh sản ở miền đông Bắc Mỹ mở rộng dọc theo bờ biển Đại Tây Dương và vùng Vịnh từ Maine tới Texas, và nội địa dọc theo sông và hồ lớn. Chúng làm tổ thành từng bầy, thường với các loài cò khác, thường là trên các búi cây hoặc cây bụi. Tổ nông làm bằng các cành cây nhỏ và cây cói. Mối tổ có 3 đến 4 trứng màu xanh hình bầu dục được cả chim cha lẫn chim mẹ ấp. Chim non rời tổ trong 20-25 ngày và đỗ trên nhánh gần tổ cuối cùng trước khi bay đi.

## Hình ảnh

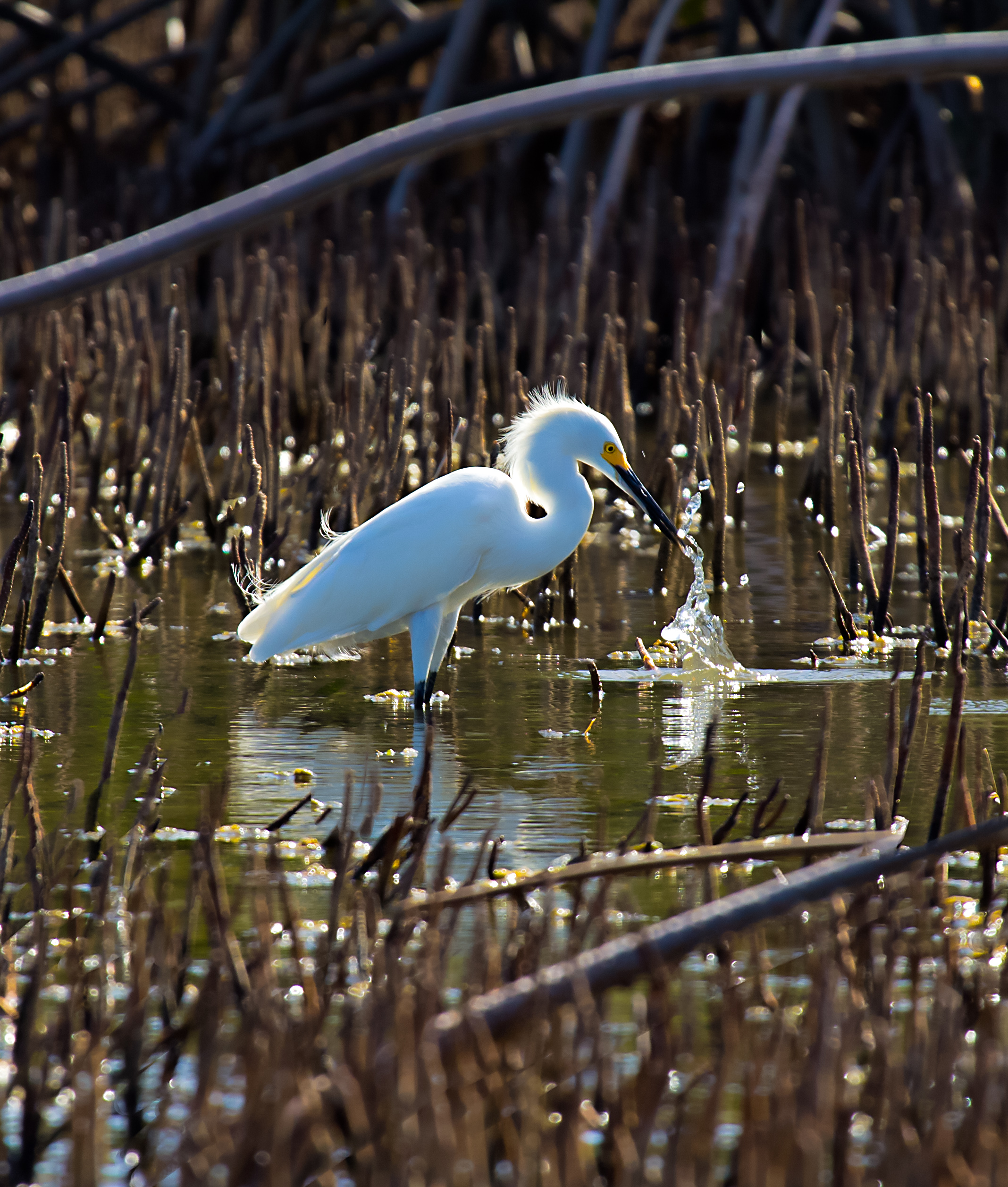
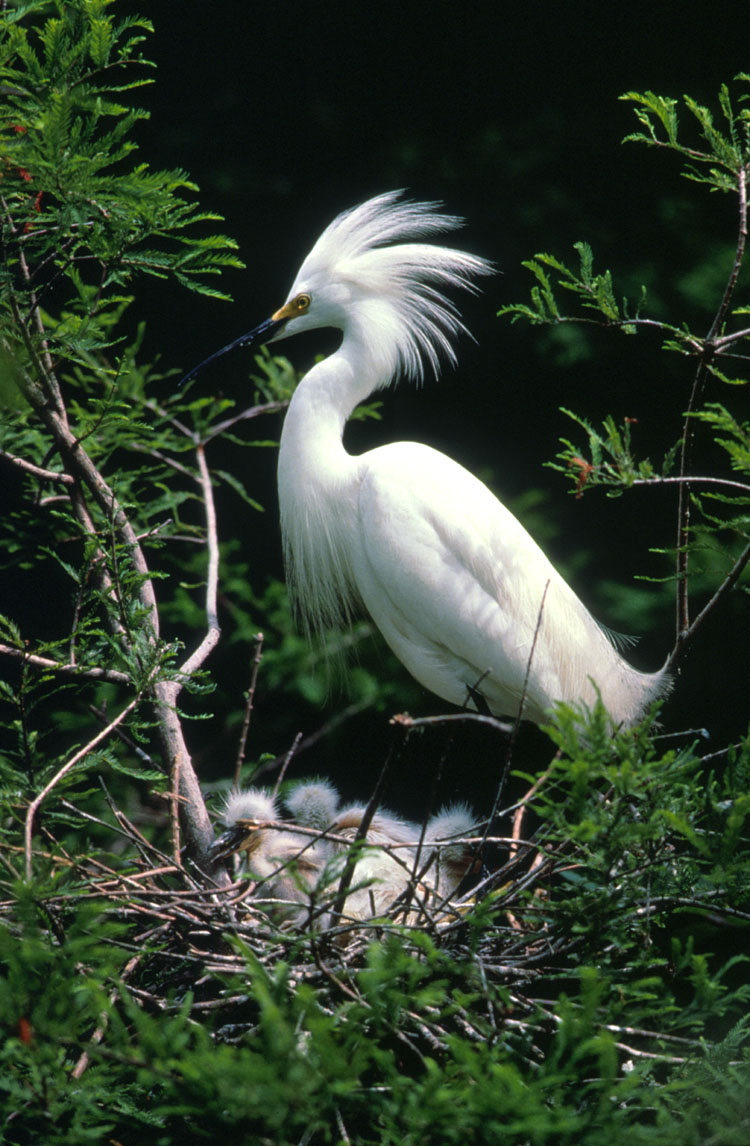
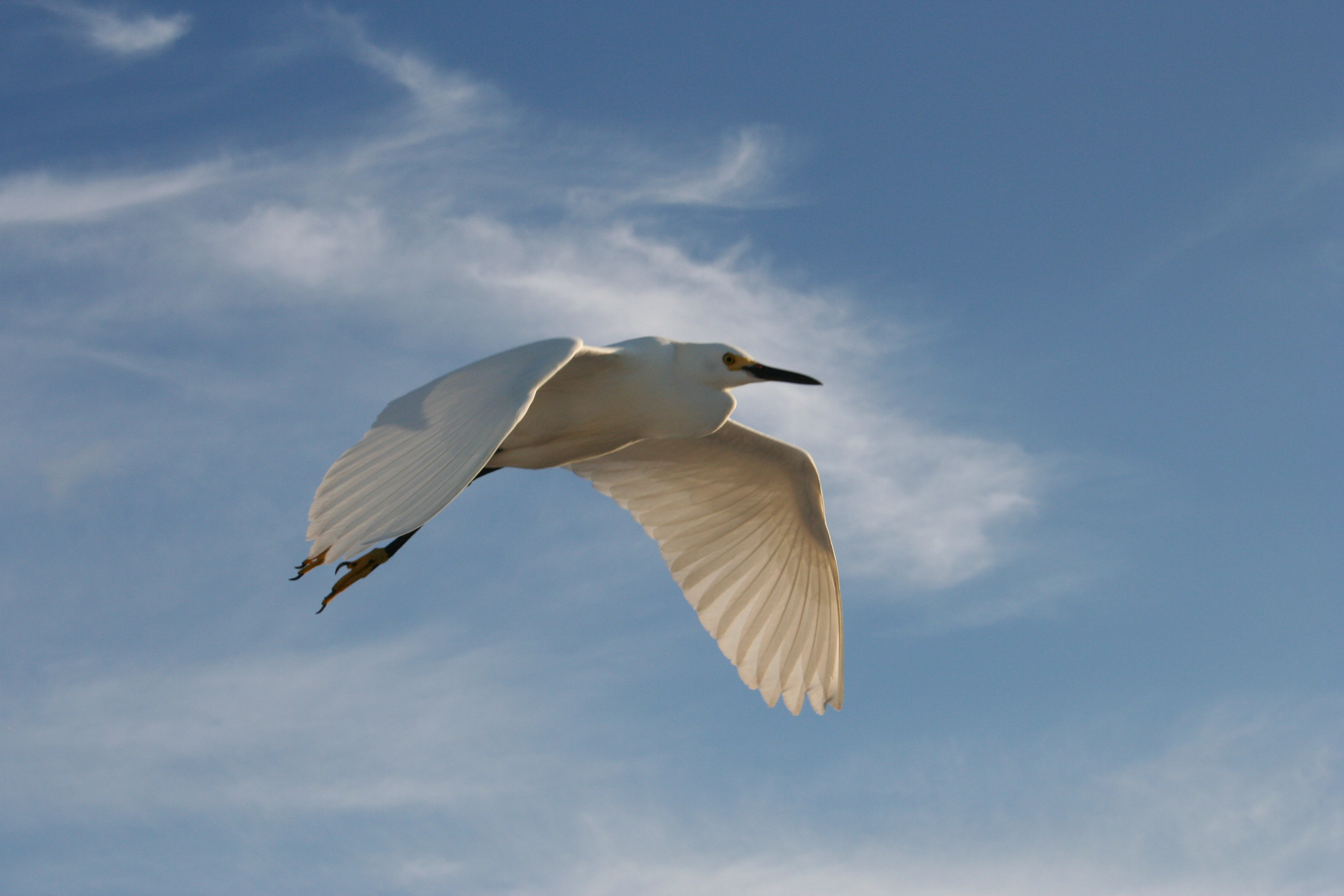
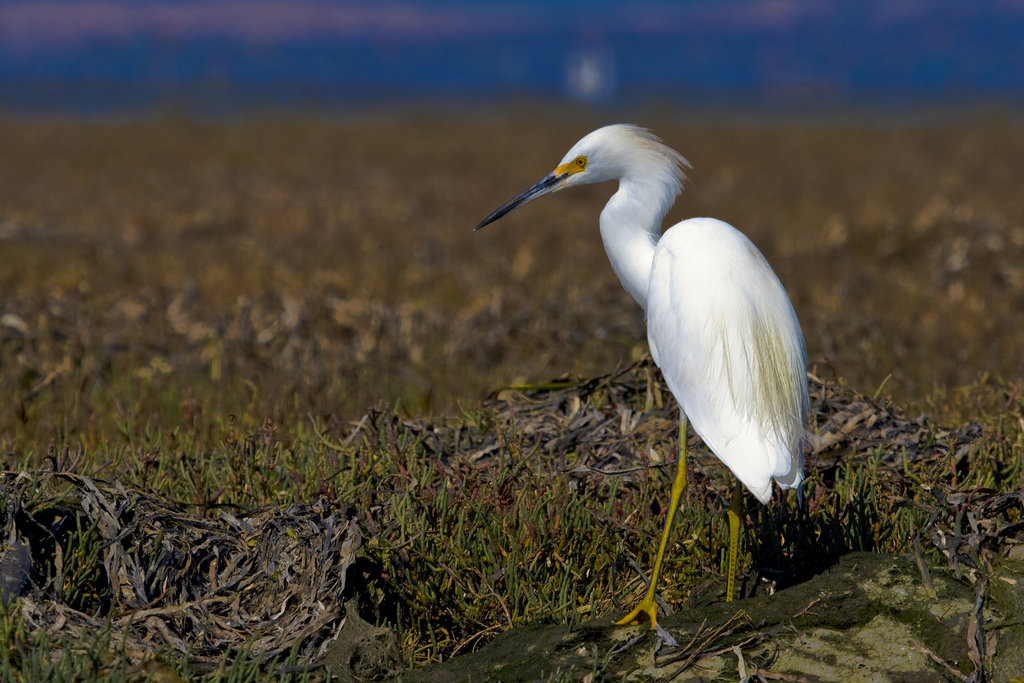
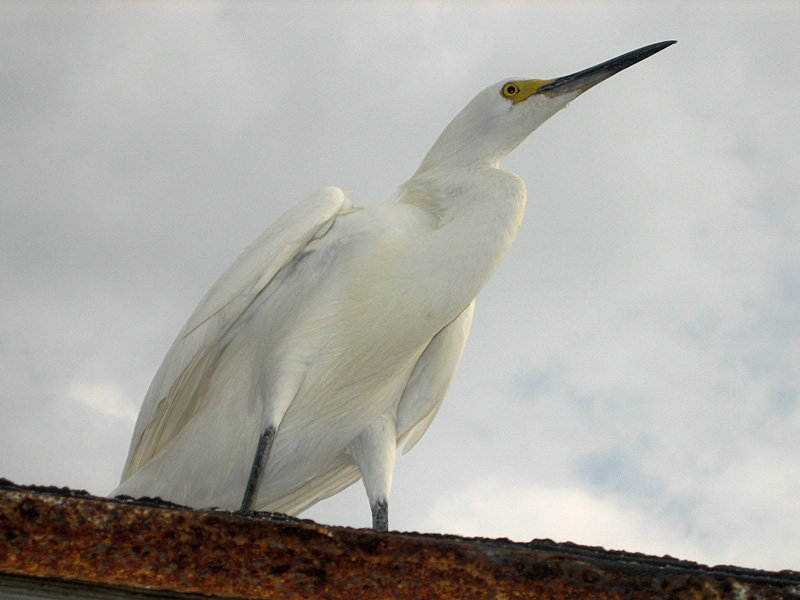
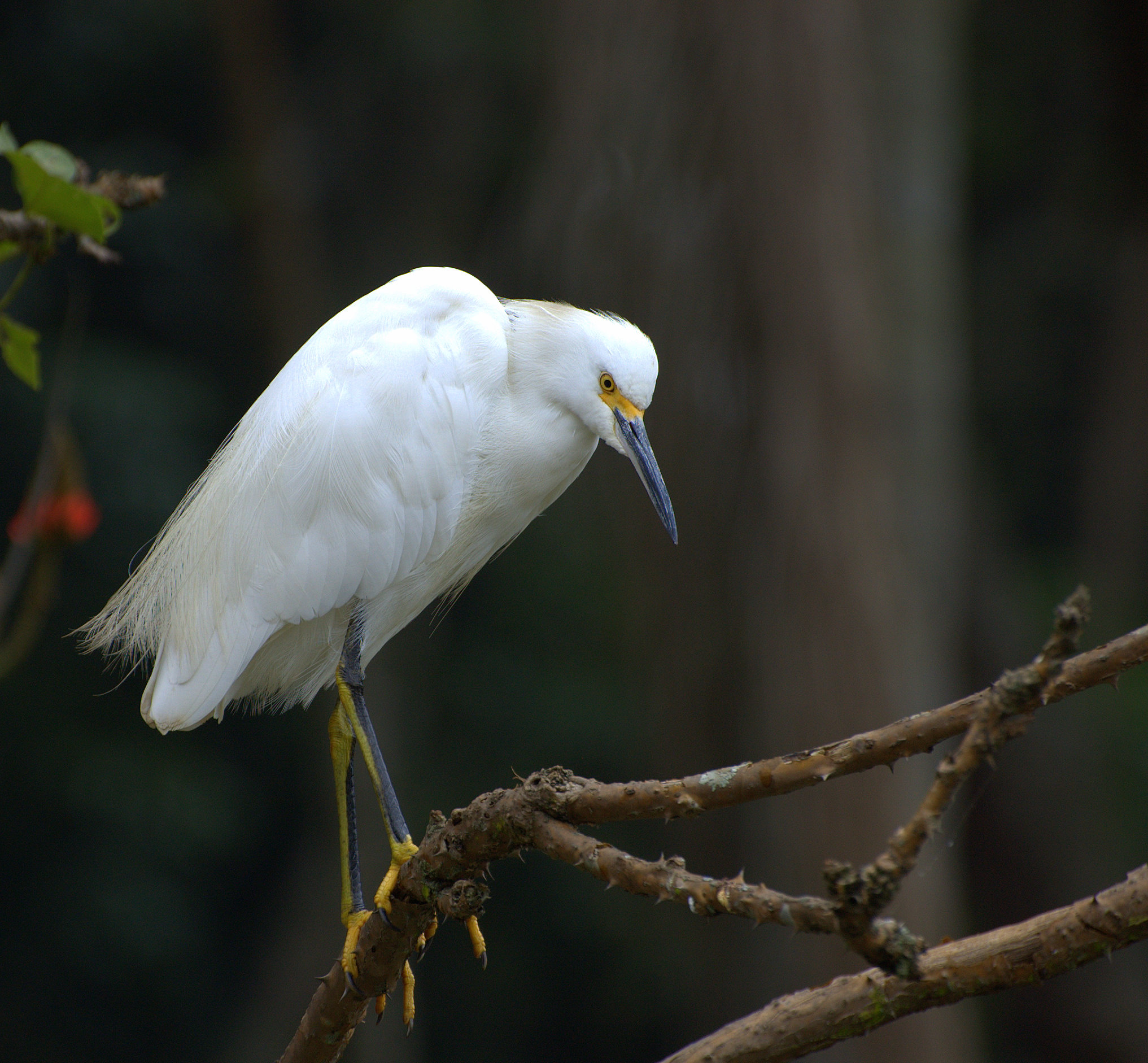